# Al-Saqr Ta'izz
El Al Saqr (en árabe: الصقر الرياضي الثقافي‎)es un equipo de fútbol de Yemen que juega en la Liga Yemení, la liga de fútbol más importante del país.

## Historia
Fue fundado en el año 1969 en la localidad de Ta'izz y cuenta con 2 títulos de Liga, 2 copas de la Unidad en 3 finales jugadas y 1 vez finalista de la Copa Al-Hurisi.
Descendió en la temporada 2010-11 al ser uno de los 3 equipos que fueron descalificados del torneo de Liga, regresando a la Liga Yemení la siguiente temporada como subcampeón de la segunda categoría, y consiguiendo su tercer título de liga dos años después.
A nivel internacional ha participado en 2 torneos continentales, donde en ninguno de ellos ha podido avanzar más allá de la fase de grupos.

## Palmarés
- Liga Yemení: 3

2006, 2010, 2014
- Copa Unidad: 2

2008, 2010
- - Finalista: 1

2007
- Copa Ali Muhsin al-Murisi 0
  - Finalista: 1

2003

## Participación en competiciones de la AFC
| Temporada | Torneo   | Ronda          | Club              | Casa | Visita | Global    |
| --------- | -------- | -------------- | ----------------- | ---- | ------ | --------- |
| 2007      | Copa AFC | Fase de grupos | Shabab Al-Ordon   | 1-1  | 0-2    | 4.º lugar |
| 2007      | Copa AFC | Fase de grupos | Nejmeh SC         | 1-2  | 1-2    | 4.º lugar |
| 2007      | Copa AFC | Fase de grupos | Muscat Club       | 2-2  | 0-2    | 4.º lugar |
| 2011      | Copa AFC | Fase de grupos | Qadsia SC         | 2-2  | 0-3    | 4.º lugar |
| 2011      | Copa AFC | Fase de grupos | FC Shurtan Guzar  | 0-1  | 2-7    | 4.º lugar |
| 2011      | Copa AFC | Fase de grupos | Al-Ittihad Aleppo | 1-2  | 0-2    | 4.º lugar |